# Pain indien

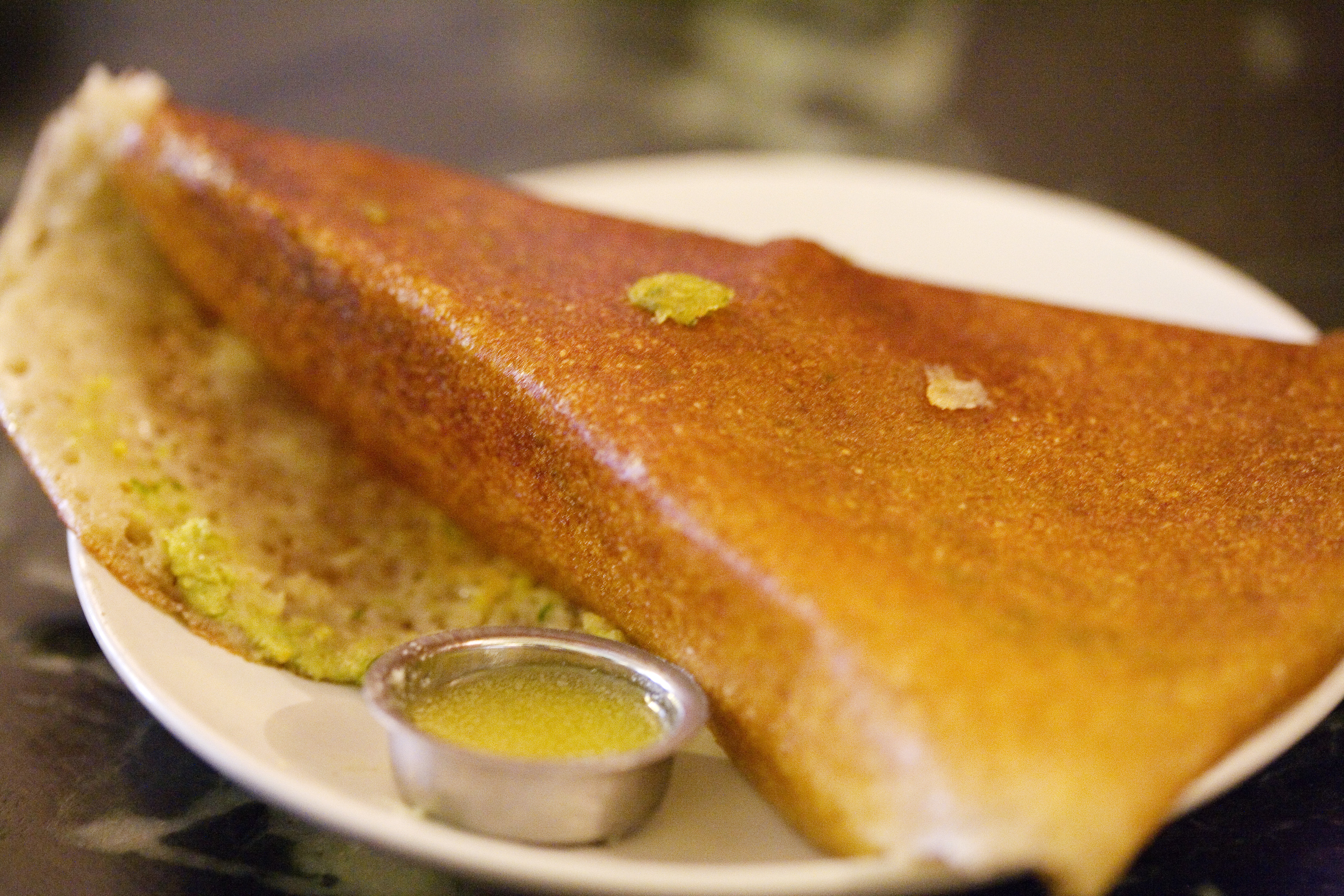
Dosa, crêpe populaire du sud de l'Inde.

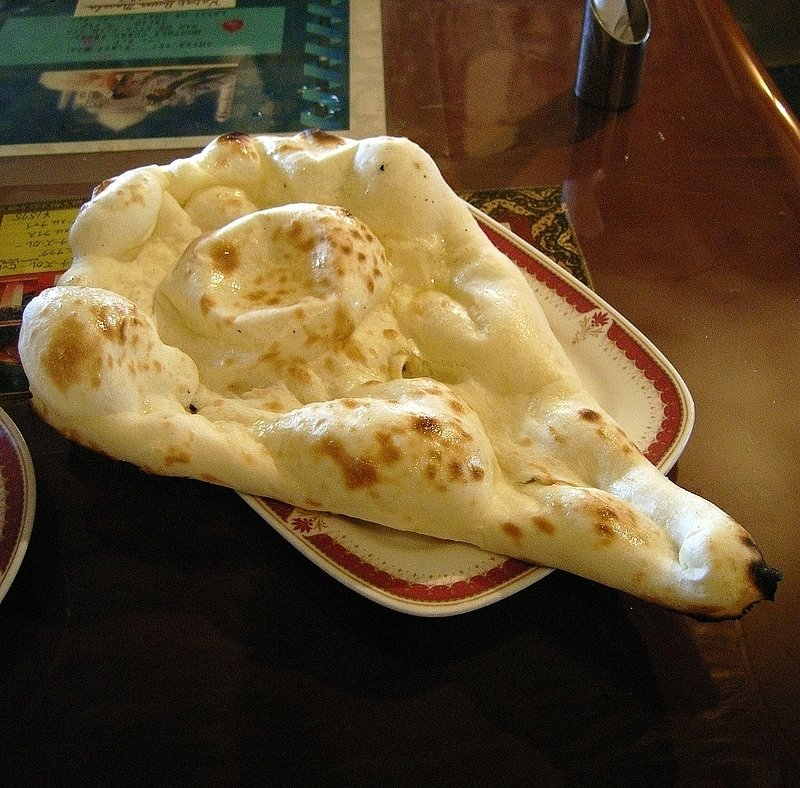
Naan.

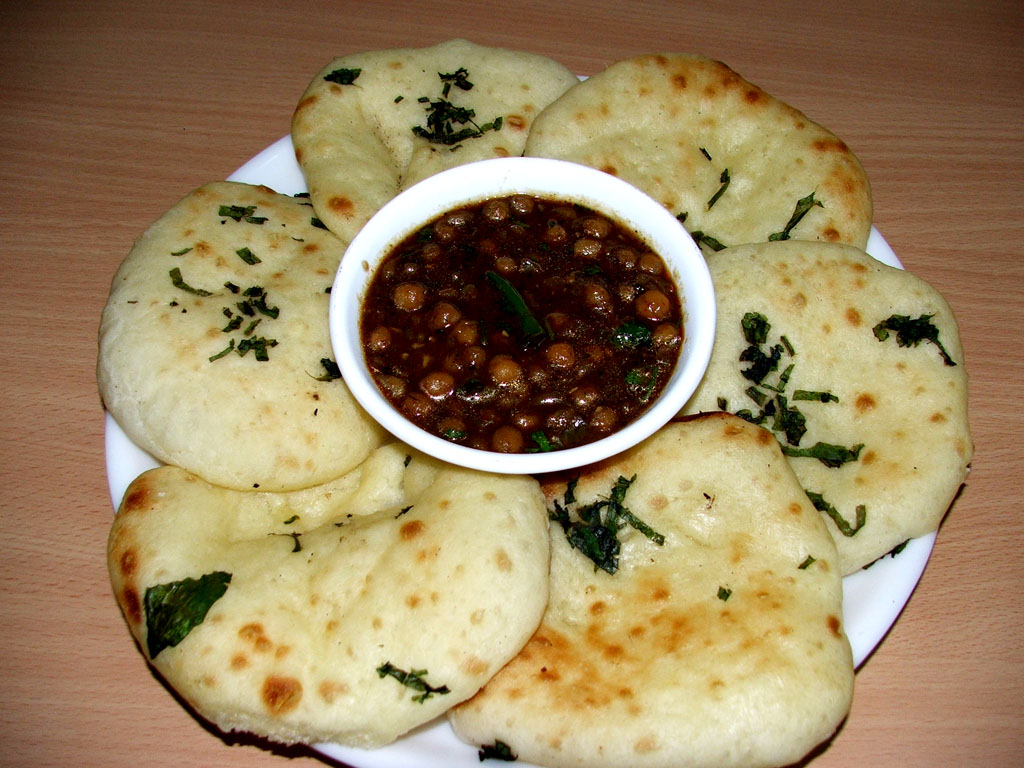
Kulcha au chana masala.

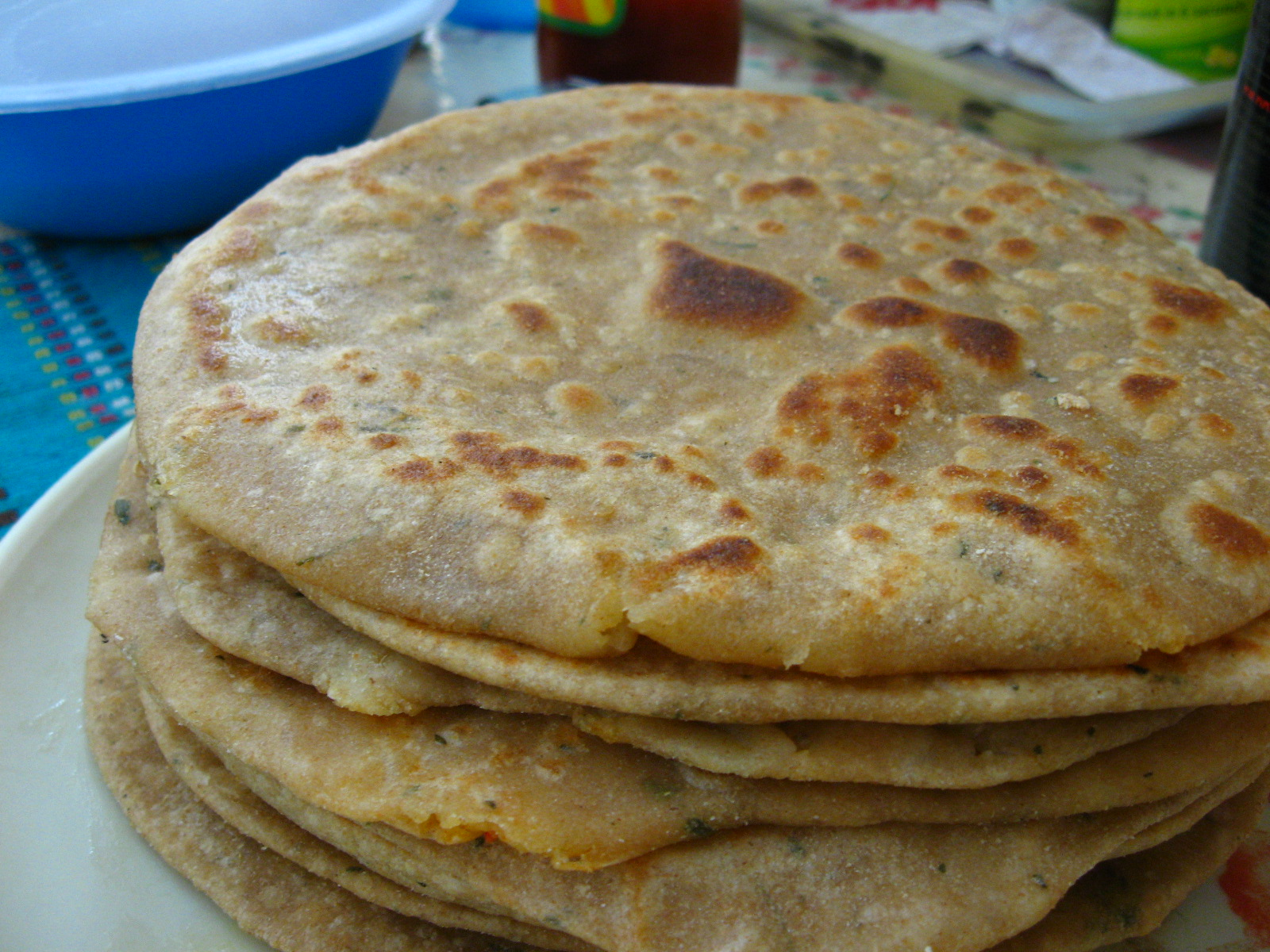
Paratha.

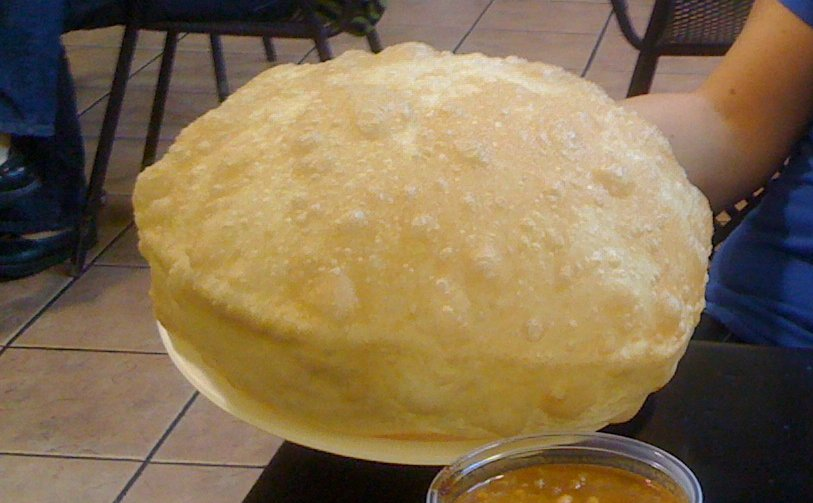
Bhatoora.

Le pain indien est un aliment de base de la cuisine indienne et, plus largement, népalaise, bangladaise, pakistanaise et afghane. Une grande variété de pain, que ce soit pain plat, galette ou crêpe, est consommée, reflétant la diversité des cultures et des habitudes alimentaires des populations. 
Bien que la majorité de ces pains soient d'origine indienne, certains, en particulier le naan, proviennent d'Asie centrale.

## Ingrédients
La plupart des pains plats du nord de l'Inde se préparent principalement avec de la farine, en général atta (farine complète) ou maida (farine blanche) et de l'eau. Certains pains plats, en particulier le paratha, peuvent être fourrés avec des légumes et enduits soit de ghi, soit de beurre.
Dans le sud de l'Inde et sur la côte occidentale, les pains plats sont essentiellement des crêpes à base de « lentilles noires » et de riz. Parmi les variétés les plus populaires figurent le dosa, l’appam, l’uttapam et les rotis au riz ou au ragi.
La plupart des pains indiens sont fermentés grâce aux spores de levures en suspension dans l'air ; pour certains, on ajoute de la levure ou de la présure, ou parfois de la levure chimique, et d'autres encore sont cuits sans fermentation.

## Préparation
Dans le nord de l'Inde, on prépare une pâte avec le principal ingrédient, pâte que l'on aplatit au rouleau. La plupart des pains indiens, comme le roti et le chapati, sont cuits sur le tava, sorte de poêle en fonte, acier ou aluminium. D'autres, comme le puri et le bhatura sont frits.
Dans le sud de l'Inde, on prépare une pâte à crêpes à base de riz et de lentilles noires, qui est versée à la louche en petite quantité sur une poêle chaude huilée (avec de l'huile ou du ghî), puis étalée en un cercle mince et plat jusqu'à coloration dorée.
Dans l'ouest de l'Inde (y compris les États de Maharashtra, Gujarat et Rajasthan), bien que le blé soit l'aliment de base dans ces régions, le pain peut être préparé avec des céréales secondaires telles que le bajra, le sorgho ou le ragi. Ces pains sont connus sous divers noms : rotlo (gujarati), bhakri (marathi), rôti (rajasthani) ou rotti (nord du Karnataka).
Les pains indiens originaires d'Asie centrale, tels que le naan et le roti tandoori, sont cuits dans un tandoor. Le naan est habituellement levé avec de la levure.

## Variétés
Les nombreuses sortes de pains indiens comprennent notamment le chapati, le phulka, le puri, le roti, le paratha, le naan, le kulcha, le bhatoora, le baqar khani, l'appam, le dosa, le luchi, le puran poli, le bhakri, le pathiri, le dhebra et bien d'autres.
Certaines, comme le paratha et le roti ont de nombreuses variétés, distinguées selon le type de céréale utilisée pour les préparer ou selon le fourrage qu'elles contiennent. 
L’appam est un pain fermenté préparé généralement avec une farine de riz finement moulue. Au Kerala, dans le sud de l'Inde, on trouve le kallappam, le vattayappam et le palappam (vellayappam). Le kallappam est cuit sur des plaques en fer. Le vattayappam est un pain cuit à la vapeur, et le palappam est préparé dans de petites poêles peu profondes, qui sont couvertes pendant la cuisson du pain. Le palappam est entouré d'une fine bande croustillante dentelée.